# Indra Sistemas
A Indra é a multinacional de Consultoria e Tecnologia líder na Espanha e América Latina. É a segunda empresa europeia em capitalização do seu setor e a segunda empresa espanhola que mais investe em P&D. Consolida-se como a segunda empresa espanhola que mais recursos destina a pesquisas e desenvolvimento, investindo 7% sobre o seu volume de vendas, muito acima da média das empresas espanholas (0,8%), europeias (2,7%) e norte-americanas (4,5%).
Foi constituída em 1993, embora as suas sociedades fundadoras remontem a 1921. No Brasil, está presente desde 1996.
Em 2011, adquiriu a empresa de tecnologia brasileira, Politec por 100 milhões de euros.
A companhia oferece soluções e serviços tecnológicos para os setores de Transporte e Tráfego, Energia, Indústria, Administração Pública e Saúde, Serviços Financeiros, Segurança e Defesa, Telecom e Mídia. Possui uma oferta que supõe um modelo de gestão global das necessidades do cliente, desde a concepção de uma solução, passando pelo seu desenvolvimento e implantação, até a sua gestão operacional.
Disponibiliza aos seus clientes serviços que inclui desde a consultoria, o desenvolvimento de projetos e a integração de sistemas e aplicações, até ao outsourcing de sistemas de informação e de processos de negócios. Esta oferta estrutura-se em dois segmentos principais: Soluções e Serviços.
No exercício de 2016 registrou receitas de 2.709 milhões de euros, 34.000 profissionais, presença local em 46 países e operações comerciais em mais de 140.

## Internacional
Em 2009 a empresa superou a centena de países onde tem alianças ou desenvolveu projetos. Possui filiais em 46 países.
Além da sua reconhecida posição como líder global no controle do tráfego aéreo, a sua tecnologia para processos eleitorais permitiu a gestão de mais de 300 eleições em 18 países. A Indra, desenvolveu soluções para prestação de serviço a mais de 250 milhões de clientes de telefonia móvel em 20 países, vendeu sistemas de segurança e defesa de primeiro nível nos 5 continentes e converteu-se em referência internacional para a administração eletrônica e serviços de saúde.
Dispõe de uma rede de centros de excelência e de centros de desenvolvimento de software distribuídos por toda a geografia mundial: Leste da Europa (Moldávia, Bratislava na Eslováquia), América Latina (México, Argentina, Colômbia, Brasil e Panamá), Sudeste Asiático (Filipinas) e Austrália, além da Espanha. Tem acordos com mais de 200 universidades e centros de investigação, com os quais desenvolve projetos de P&D, e promove cátedras e acordos para integrar profissionais interessados nas novas tecnologias.

## Visão
A Indra entende que a sua principal responsabilidade como empresa é a geração de riqueza através da inovação, traduzida na criação de soluções e serviços. A capacidade de inovação da Indra é o eixo central da sua responsabilidade corporativa, sendo assim a sua principal contribuição para o desenvolvimento sustentável, tanto a nível local como global.
Os títulos da Indra são cotados nos índices Dow Jones Sustainability World Index (DJSWI) e Dow Jones STOXX Sustainability Index (DJSI STOXX), que selecionam as empresas que demonstram maior esforço para ajustar a sua atividade a critérios de sustentabilidade, no grupo das maiores empresas do mundo e do continente europeu, respectivamente. A empresa foi reconhecida como "Líder do Setor" pelo Relatório Anual de Sustentabilidade de 2008, elaborado pela agência de avaliação SAM, em colaboração com a PriceWaterHouseCooper.

## Tecnologias Acessíveis
A tecnologia é eficaz e útil para a sociedade na medida em que pode ser utilizada de uma maneira simples por todos. A Indra quer contribuir a atingir este objetivo, fomentando a pesquisa e o desenvolvimento de projetos com um fim social: fazer a tecnologia acessível a todos.
Cátedras Indra
Sob o nome Cátedras Indra de Tecnologia Acessível, denomina-se o conjunto de ações da Indra com as instituições do conhecimento, para desenvolver soluções e serviços inovadores na área de acessibilidade e inclusão digital.
O mouse virtual - Headmouse, o projeto GANAS (que converte dinamicamente um texto na linguagem de sinais para pessoas com deficiência auditiva) ou o desenho de um rosto virtual, em três dimensões, como primeiro passo para a criação de um treinador virtual (Virtual Coach), são apenas alguns dos projetos que a empresa desenvolveu neste setor.

## Grandezas Econômicas
Nos últimos cinco anos, a Indra manteve a sua tendência de progresso, com um crescimento orgânico médio no seu volume de vendas perto dos 10%, substancialmente acima da indústria e dos principais concorrentes.

## A Indra na bolsa
A Indra pertence ao índice seletivo espanhol IBEX 35 desde 1º de Julho de 1999. Está presente em alguns dos principais índices bolsistas internacionais, como o FTSE eTX , o Dow Jones Global Index e o MSCI. Além disso, as ações da Indra começaram a ser negociadas em 2006 dentro dos índices Dow Jones Sustainability World Index (DJSWI) e Dow Jones STOXX Sustainability Index (DJSI STOXX), que selecionam as empresas que demonstram maior esforço para ajustar a sua atividade a critérios de sustentabilidade no grupo das maiores empresas do mundo e do continente europeu, respectivamente.

## Principais accionistas
Os seus acionistas principais, com participação superior a 5%, são: Sociedad Estatal de Participaciones Industriales (S.E.P.I) com 20,14%, Corporación Financiera Alba com 12,53% e Fidelity Management Research com 9,96%